# Parafia wojskowa św. Marcina w Krośnie Odrzańskim
Parafia wojskowa pw. Świętego Marcina w Krośnie Odrzańskim znajduje się w Dekanacie Wojsk Lądowych Ordynariatu Polowego Wojska Polskiego (do 6-12-2011 roku parafia należała do Śląskiego Dekanatu Wojskowego). Obecnie jej proboszczem jest ppłk Jan Zapotoczny. Erygowana 21 stycznia 1993. Mieści się przy ulicy Piastów.